# Günther Schack
Pour les articles homonymes, voir Schack.
Günther Schack (né le 12 novembre 1917 et mort le 14 juin 2003) est un as de l'aviation qui servit dans la Luftwaffe de 1939 jusqu'à la fin de la Seconde Guerre mondiale en 1945.

## Biographie
Günther Schack est un des grands pilotes allemands du front Est. Il demande à passer dans la Luftwaffe en 1937 mais il est recalé en raison d'anciennes blessures de sport. Après un nouvel essai, il est finalement accepté le 2 septembre 1939, 2e jour du conflit. Son entraînement terminée, le Gefreiter Schack est assigné à la 7./JG 51 en mars 1941. 
C'est avec le grade d'Unteroffizier qu'il débute la campagne d'URSS et le 23 juillet, il remporte sa première victoire en combat aérien. Comme beaucoup de futurs grands as, son score évolue lentement au début. Au 10 novembre, Schack en est à seulement à trois victoires obtenues en 100 missions de guerre. Et ce n'est que le 30 juillet 1942 et à sa 250e sortie qu'il atteint le titre d'as, soit 5 victoires seulement. En août et septembre, son score progresse avec 12 victoires supplémentaires. Mais c'est sa conversion sur chasseur FW 190 à la fin de l'année qui permet à Schack de faire évoluer son score de façon spectaculaire. Ainsi, le 17 décembre, lors de sa première sortie sur ce chasseur, il descend cinq Pe-2 en moins de 20 minutes. Il en est alors à 23 victoires.
Le 29 janvier 1943, il récidive en descendant à nouveau quatre Pe-2. Le 23 février, Schack réalise un second quintuplé, toujours sur FW 190. Son 40e succès bouclé le 8 mars lui vaut le 17 de ce mois la croix allemande en or. Il compte près de 50 victoires quand, début avril, il est transféré au Erg. Jgr. Ost afin d'instruire les nouveaux pilotes. Il retourne à la JG 51 le 5 juillet jour de l'offensive allemande à Koursk, assigné cette fois à la 8./JG 51, et vole à nouveau sur Bf 109. Le 15, il dépasse la barre des 50 victoires en remportant 4 nouvelle victoires.
Mais c'est le mois d'août qui va lui être le plus prolifique avec pas moins de 40 adversaires descendus, assurément le meilleur score de l'escadre durant cette période. L'as réalise notamment cinq doublés, deux triplés et quatre quadruplés. Entre-temps, le 20 de ce mois, Schack est retransféré à la 7./JG 51. Le 27 cependant, il entre en collision avec l'Oberfeldwebel Lothar Mai (45 victoires). Ce dernier est tué, Schack quant à lui parvient à ramener son appareil endommagé. Le 1er septembre, opérant au-dessus de Konotop, il effectue quatre missions et doit poser son appareil sur le ventre au retour de chacune d'entre elles ! Début septembre, il remporte sa 100e victoire, c'est alors le second pilote seulement à atteindre ce chiffre avec la JG 51. Le 26 octobre, le Leutnant Schack est décoré de la croix de chevalier de la croix de fer pour ses 116 victoires confirmées. Le 9 décembre 1943, il devient Staffelkapitän de la 9./JG 51.
Le 20 avril 1944, Schack est convoqué au quartier général du Führer pour recevoir les feuilles de chêne après 133 victoires. Entre-temps, les combats continuent contre un ennemi déjà en forte supériorité numérique. Schack frôle lui-même la mort à plusieurs occasions, étant abattu en tout 15 fois, dont quatre sauts en parachute. Le 6 août, il intercepte une formation de B-17 de passage au-dessus du front oriental, son Bf 109G-6 est touché par le feu défensif des bombardiers, puis par le tir de P-51 mustangs d'escorte au niveau de l'emplanture de l'aile. Son 109 plonge en spiral à 2 000 m d'altitude mais il parvient de justesse à s'éjecter, non sans percuter la queue de l'appareil. Il passe alors les deux semaines suivantes avec des béquilles.
Le 13 août, il remporte sa 150e victoire mais le 6 octobre, son Bf 109G-6 "13 jaune" est une nouvelle fois atteint par le feu ennemi, le forçant à sauter de nouveau en parachute et il se retrouve une fois de plus blessé. Après avoir récupéré, le Hauptmann Schack est finalement nommé Kommandeur du I./JG 51 le 16 décembre 1944. Jusqu'au 7 avril 1945, il descend 13 autres appareils soviétiques, il en est alors à 174 victoires mais il est une dernière fois blessé et contraint de s'éjecter le 12. Le 23 avril, le I./JG 51 désormais trop faible en appareil, est dissout. Schack termine les huit derniers jours de la guerre comme Kommandeur du IV./JG 3 mais son score ne change plus.
Il est capturé pars les Alliés occidentaux puis libéré en 1946. Au long du conflit, Günther Schack a volé 780 missions de combat et remporté 174 victoires confirmées, toutes revendiquées sur le front Est.
Après la guerre, Schack rencontrera le lieutenant Hollis Nowlin du 357th Fighter Group. Ce dernier avait abattu l'Allemand lors d'un combat au-dessus de la province de Prusse-Orientale. Une première rencontre avait réuni les deux hommes en Allemagne, puis une seconde fois en automne de 1991 dans l'État de Géorgie lors d'une réunion du 357th.
Après la guerre, Günther Schack a travaillé en tant que directeur commercial à l'entreprise manufacturière de son oncle. En 1968, il démissionne et quitte son épouse et ses trois enfants pour mener une vie totalement isolée dans les collines d'Eifel. Devenu végétarien et cultivant sa propre nourriture, il s'essaya en parallèle de traiter ses traumatismes de guerre en développant sa propre philosophie de la vie. Günther Schack est décédé le 14 juin 2003 à 85 ans.